# شرابغروه (مقاطعة تشرام)
شرابغروه (بالفارسية: شرابگروه) هي قرية تقع في قسم سرفارياب الريفي (مقاطعة تشرام) في إيران. يقدر عدد سكانها بـ 35 نسمة بحسب إحصاء 2016.